# Cerkiew Zaśnięcia Matki Boskiej w Baligrodzie
Cerkiew Zaśnięcia Matki Boskiej w Baligrodzie – murowana cerkiew greckokatolicka wzniesiona w roku 1829 we wsi Baligród, w miejsce poprzedniej, drewnianej cerkwi, wzmiankowanej już w roku 1761.

## Historia
Cerkiew została wzniesiona w roku 1829 z fundacji ówczesnego właściciela miejscowości Onufrego Karsznickiego. W roku 1928 została wyremontowana i przebudowana. W trakcie przebudowy zakończoną baniastym hełmem sygnaturkę zastąpiono drewnianą kopułą. W latach 1946–1947 świątynia była przechowalnią sprzętów liturgicznych (ornaty, księgi, krzyże, lichtarze, obrazy, figury), zwiezionych z cerkwi w Roztokach Dolnych, Kiełczawie, Cisowcu, Stężnicy, Jabłonkach, Kołonicach, Huczwicach i Rabem. Większość tych sprzętów i paramentów zrabowali 20 sierpnia 1947 żołnierze Korpusu Bezpieczeństwa Wewnętrznego, którzy wywieźli je w niewiadome miejsce. Od roku 1949 cerkiew wykorzystywana była jako magazyn. W tym czasie zniszczeniu lub rozkradzeniu uległo całe wyposażenie świątyni. Remont dachu rozpoczął się w roku 1990, jednak szybko został, ze względu na brak funduszy, przerwany. W roku 2001 przegnicie konstrukcji kopuły spowodowało stopniowe zapadanie się jej konstrukcji do wnętrza. W roku 2003 ks. Miron Michajłyszyn, greckokatolicki kapelan Wojska Polskiego, wysunął pomysł urządzenia w baligrodzkiej cerkwi świątyni greckokatolickiego ordynariatu polowego. 15 sierpnia tegoż roku odprawione zostało w cerkwi pierwsze nabożeństwo od czasów wysiedleń. Obecnie waląca się kopuła została zabezpieczona, a cerkiew jest w trakcie remontu.

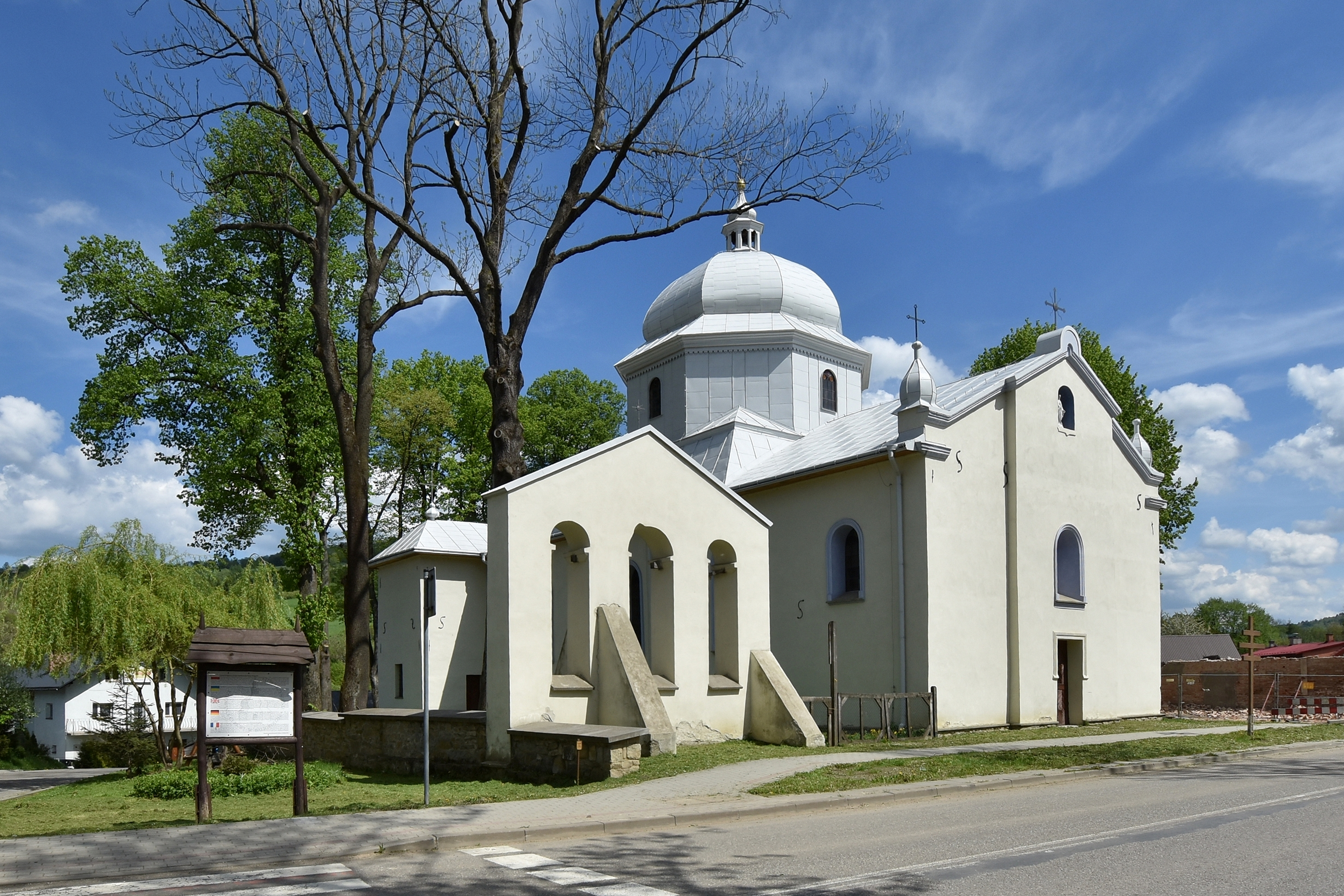
Widok ogólny
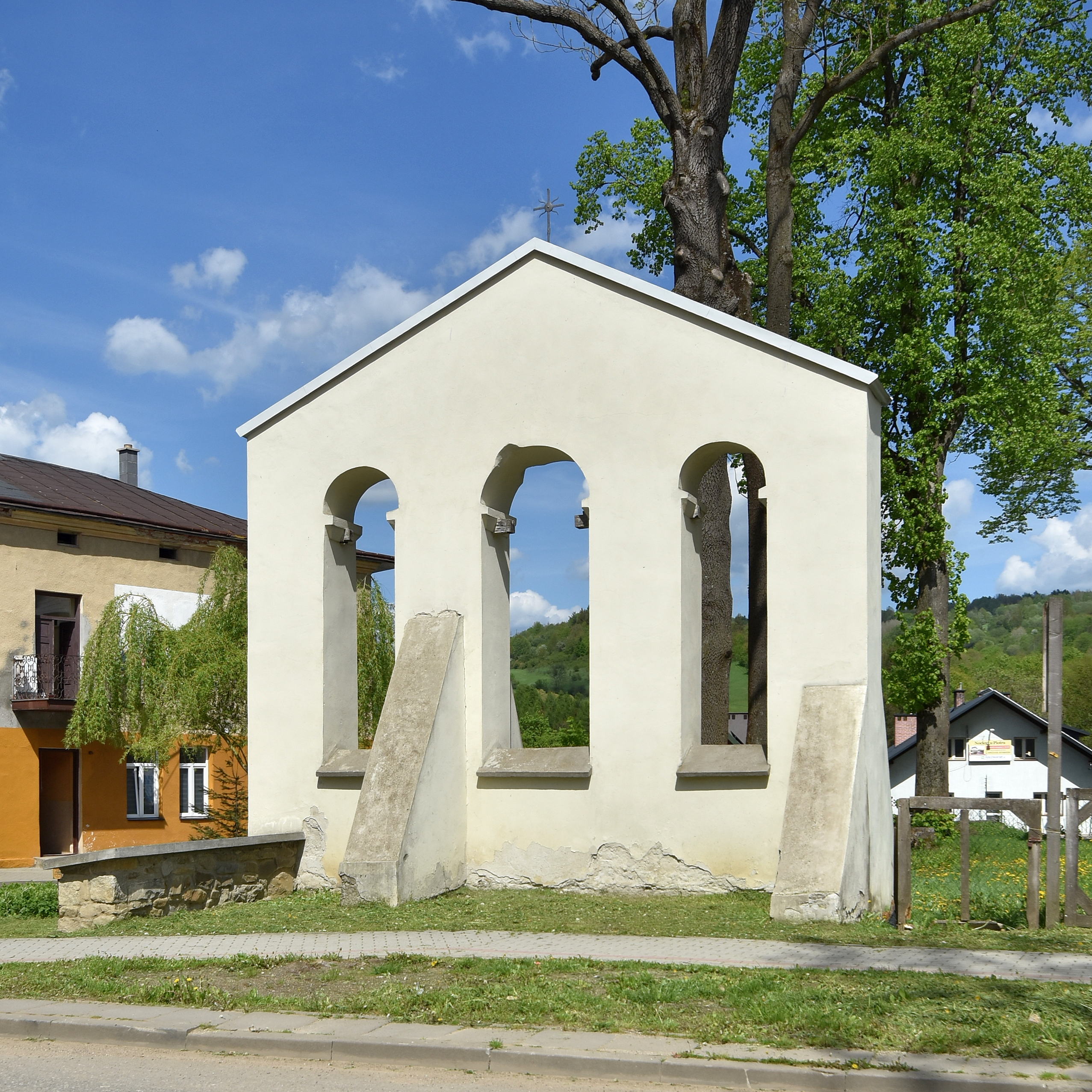
Dzwonnica
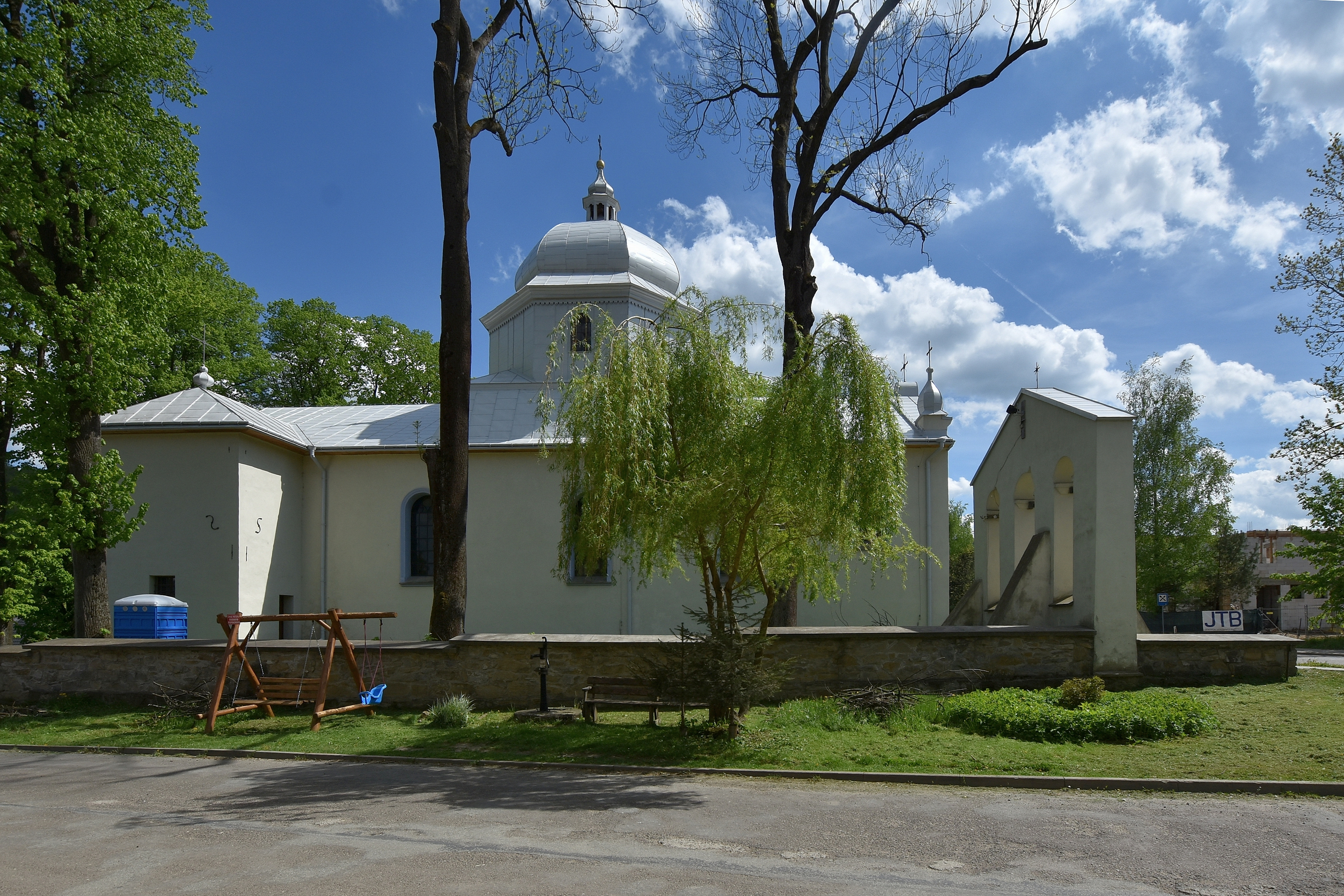
Elewacja boczna

## Architektura i wyposażenie
Cerkiew w Baligrodzie jest świątynią orientowaną, dwudzielną. Prezbiterium zamknięte półkoliście. Od północy i południa zakrystie. Nawa szersza, na planie prostokąta. Od zachodu przedsionek. Nad prezbiterium dach dwuspadowy, nad nawą ośmioboczna kopuła na bębnie, nad zakrystiami małe kopułki.
W świątyni nie zachowały się elementy pierwotnego wyposażenia. W zbiorach Muzeum Budownictwa Ludowego w Sanoku znajduje się XVII wieczna ikona Matki Boskiej z Dzieciątkiem.

## Wokół cerkwi
Przy cerkwi stoi murowana, pozbawiona dzwonów, dzwonnica parawanowa.